# Aphrophorias inclyta
Aphrophorias inclyta är en insektsart som först beskrevs av Walker 1858.  Aphrophorias inclyta ingår i släktet Aphrophorias och familjen spottstritar. Inga underarter finns listade i Catalogue of Life.